# Опеліка
Опеліка (англ. Opelika) — місто (англ. city) в США, в окрузі Лі штату Алабама. Населення — 30 995 осіб (2020).

## Географія

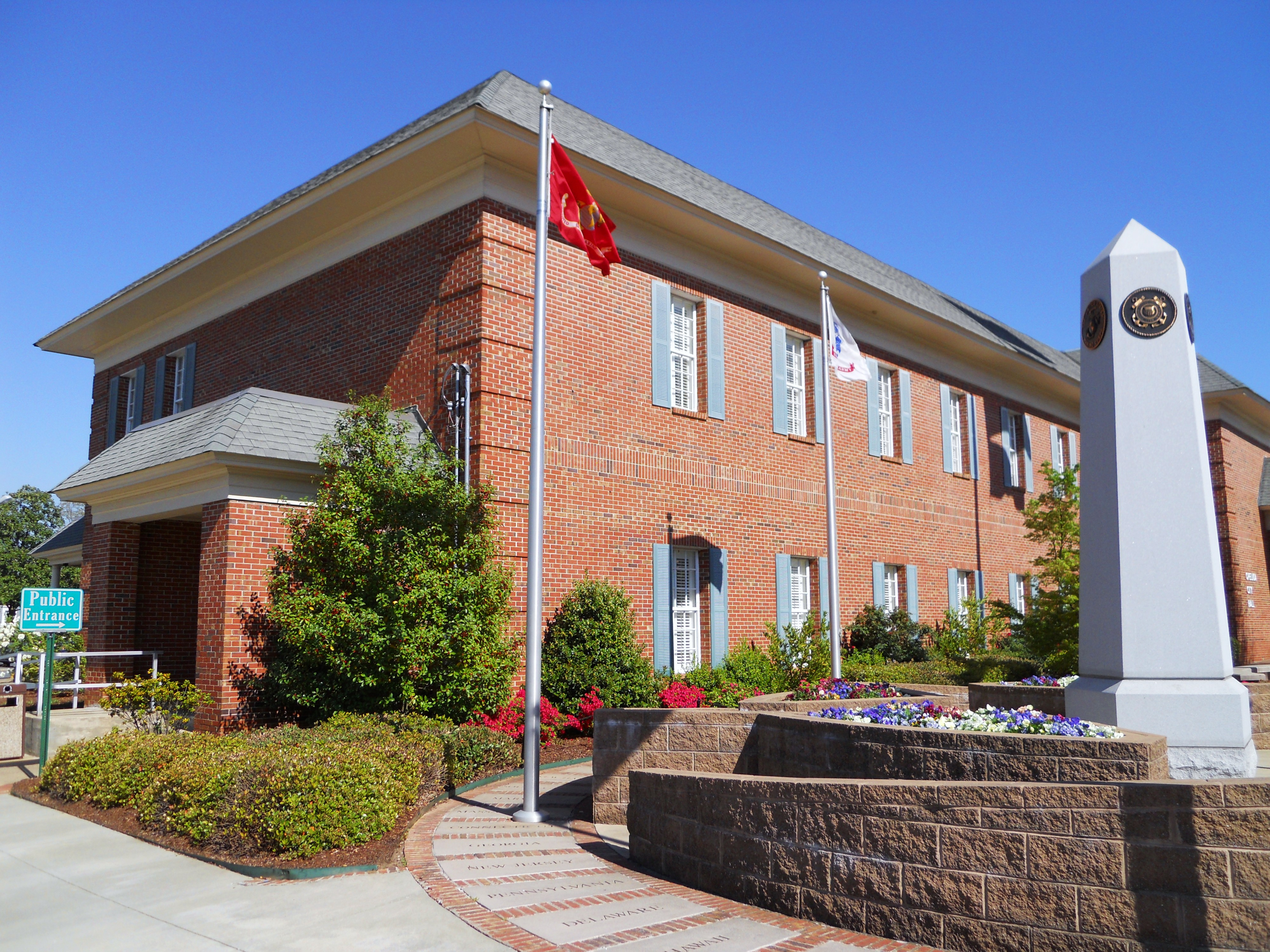
Ратуша Опеліки

Опеліка розташована за координатами 32°39′39″ пн. ш. 85°22′44″ зх. д. / 32.66083° пн. ш. 85.37889° зх. д. (32.660739, -85.378890).  За даними Бюро перепису населення США в 2010 році місто мало площу 156,72 км², з яких 154,33 км² — суходіл та 2,39 км² — водойми.

## Демографія
Згідно з переписом 2010 року, у місті мешкало 26 477 осіб у 10 523 домогосподарствах у складі 7078 родин. Густота населення становила 169 осіб/км².  Було 11751 помешкання (75/км²).
Расовий склад населення:
| - 50,6 % — білих - 43,5 % — чорних або афроамериканців - 1,7 % — азіатів - 0,3 % — корінних американців - 0,2 % — вихідців з тихоокеанських островів - 2,5 % — осіб інших рас |

До двох чи більше рас належало 1,3 %. Частка іспаномовних становила 4,4 % від усіх жителів.
За віковим діапазоном населення розподілялося таким чином: 25,4 % — особи молодші 18 років, 62,3 % — особи у віці 18—64 років, 12,3 % — особи у віці 65 років та старші. Медіана віку мешканця становила 35,5 року. На 100 осіб жіночої статі у місті припадало 90,3 чоловіків;  на 100 жінок у віці від 18 років та старших — 87,0 чоловіків також старших 18 років.
Середній дохід на одне домашнє господарство  становив 58 455 доларів США (медіана — 40 489), а середній дохід на одну сім'ю — 69 923 долари (медіана — 51 722). Медіана доходів становила 40 588 доларів для чоловіків та 32 095 доларів для жінок. За межею бідності перебувало 23,0 % осіб, у тому числі 35,4 % дітей у віці до 18 років та 12,3 % осіб у віці 65 років та старших.
Цивільне працевлаштоване населення становило 12 876 осіб. Основні галузі зайнятості: освіта, охорона здоров'я та соціальна допомога — 29,3 %, роздрібна торгівля — 14,6 %, виробництво — 14,5 %.

## Галерея

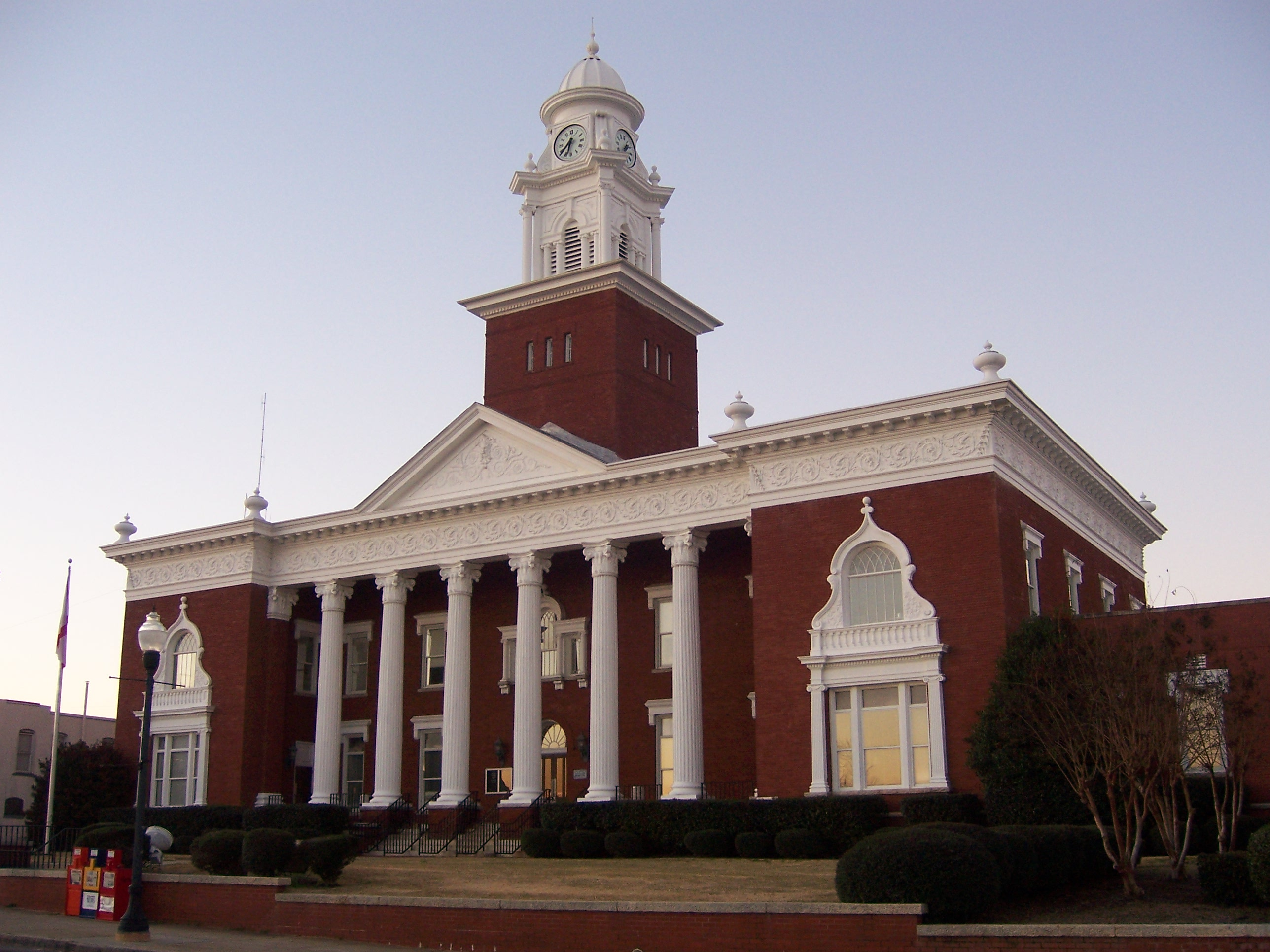
Окружний суд в Опеліці
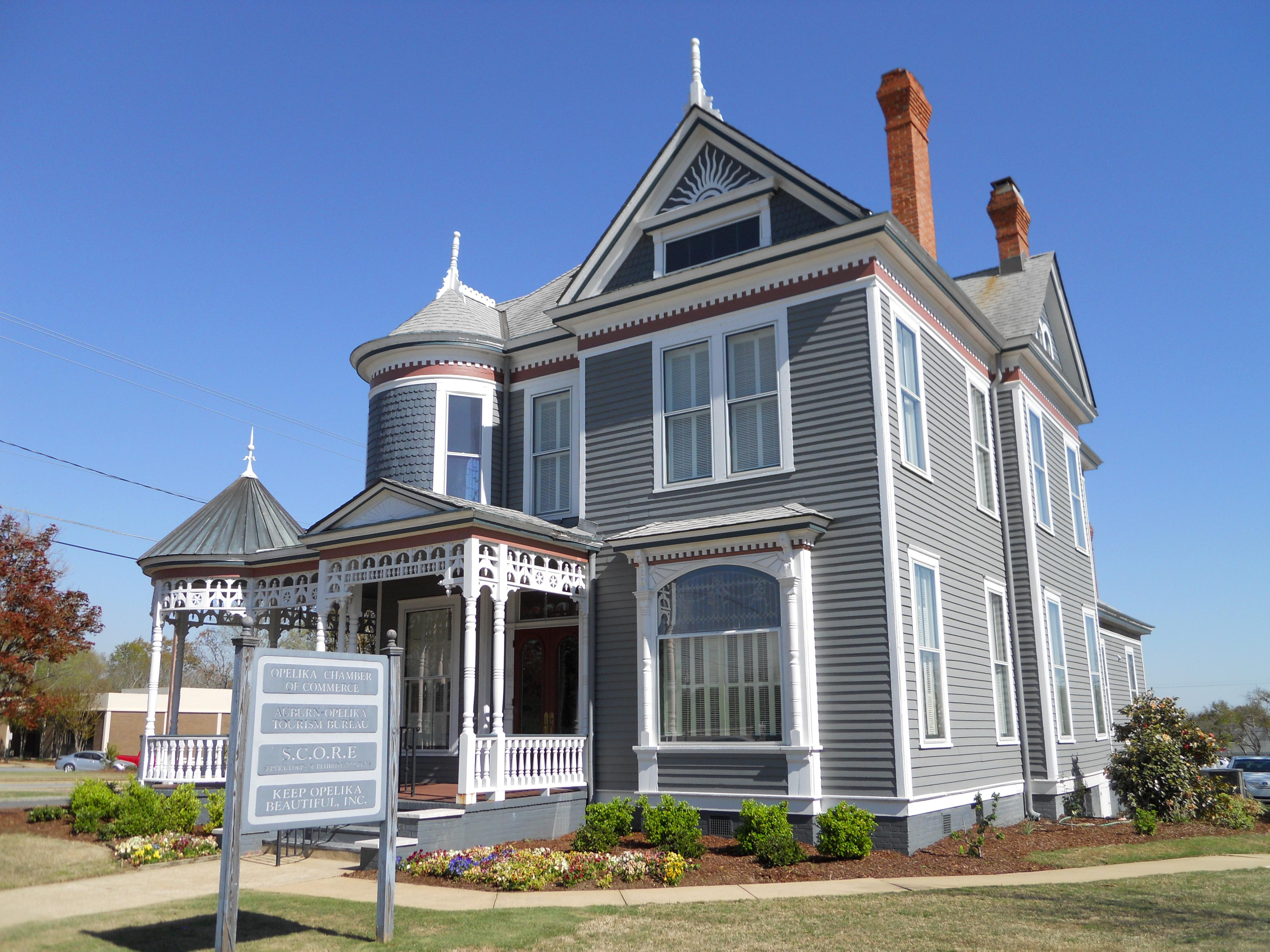
Торгова палата
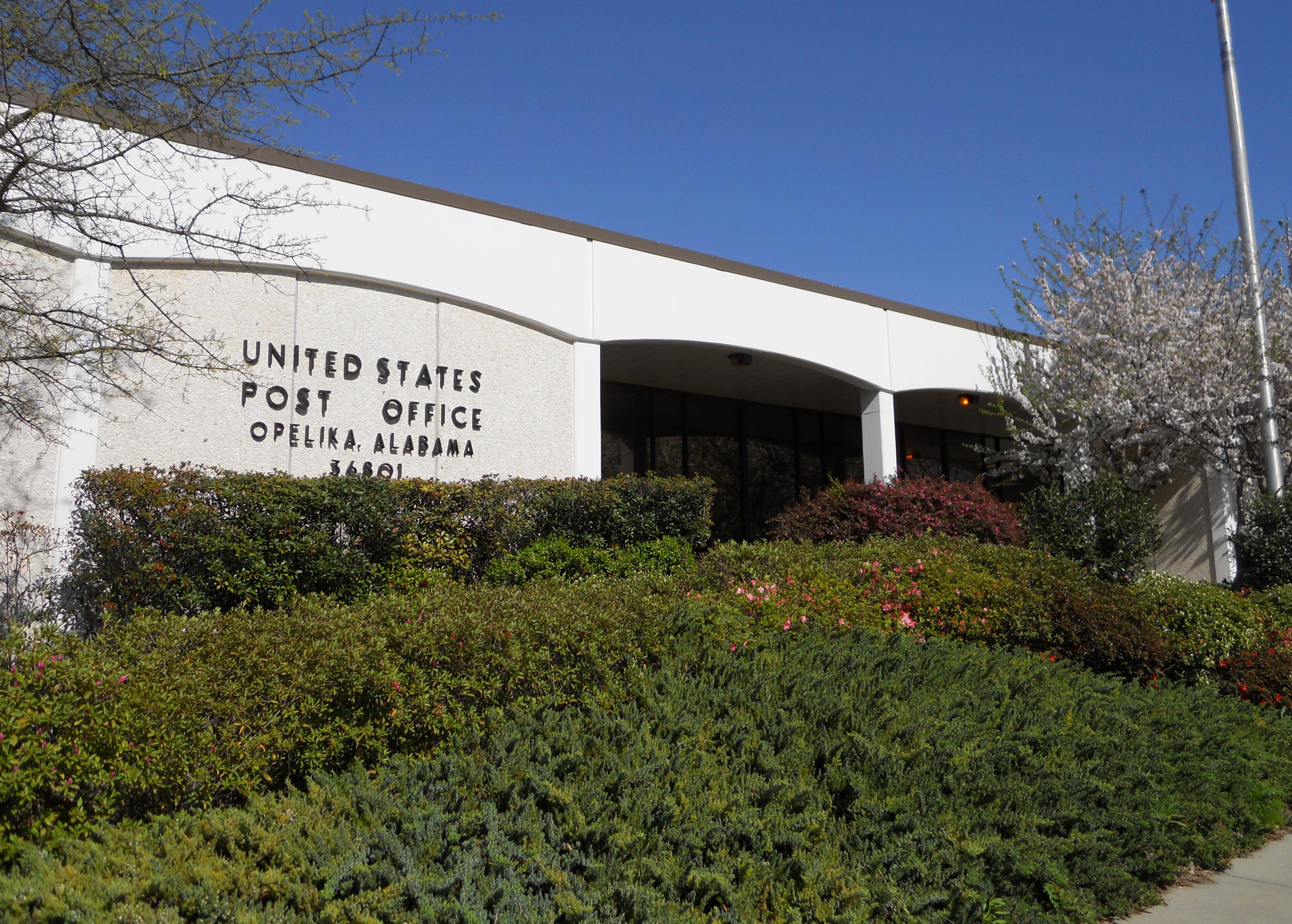
Пошта
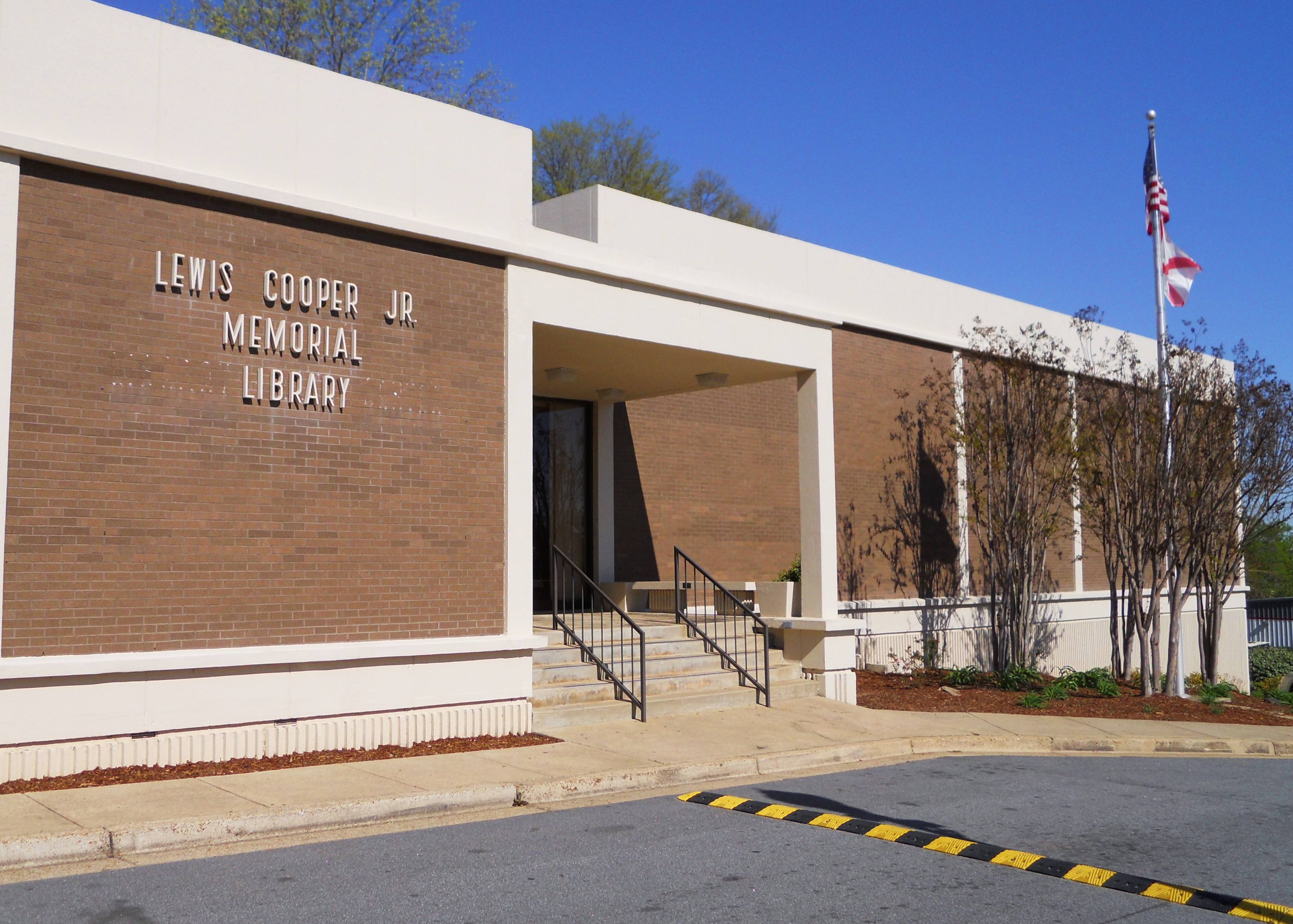
Бібліотека
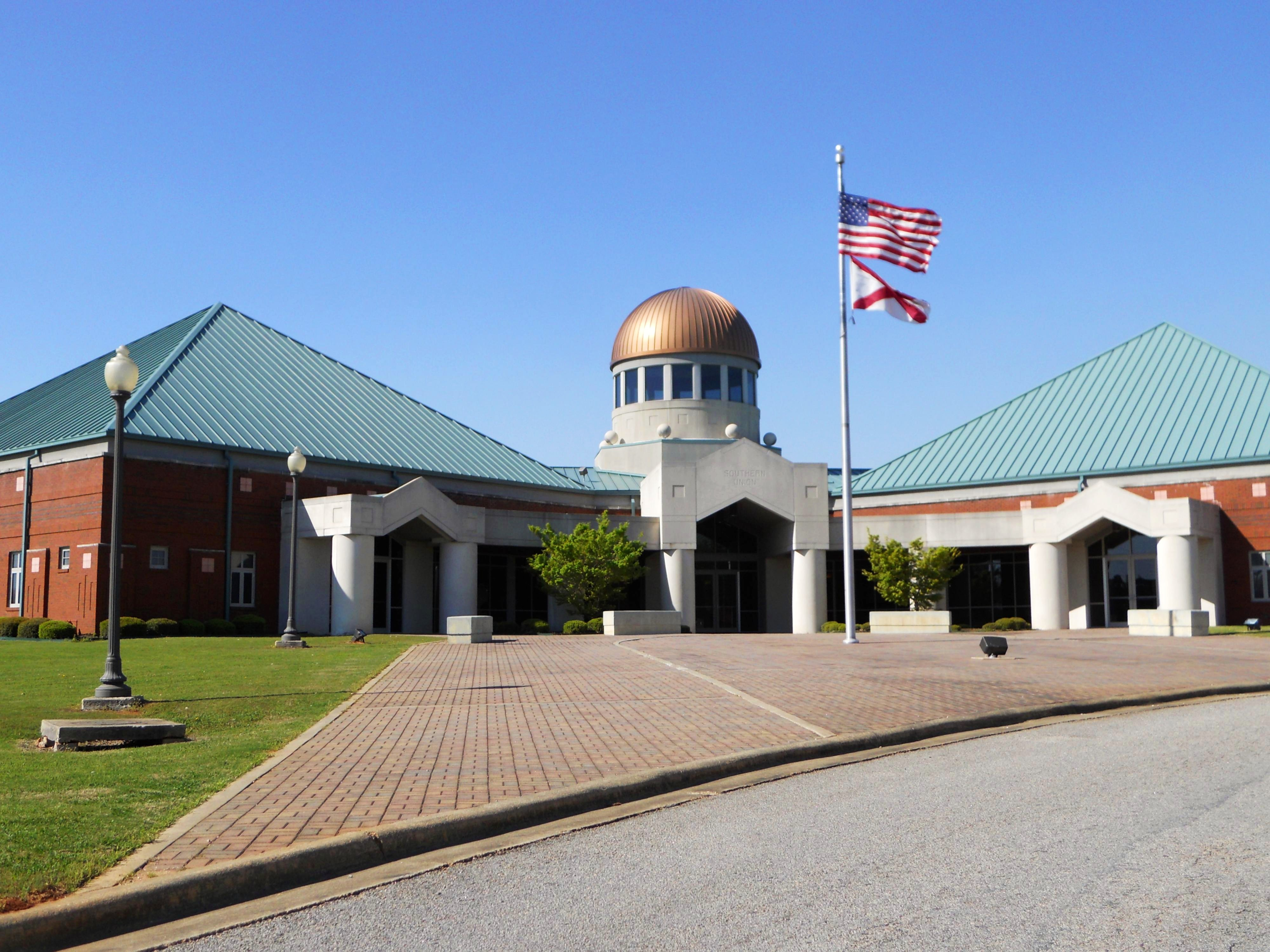
Коледж
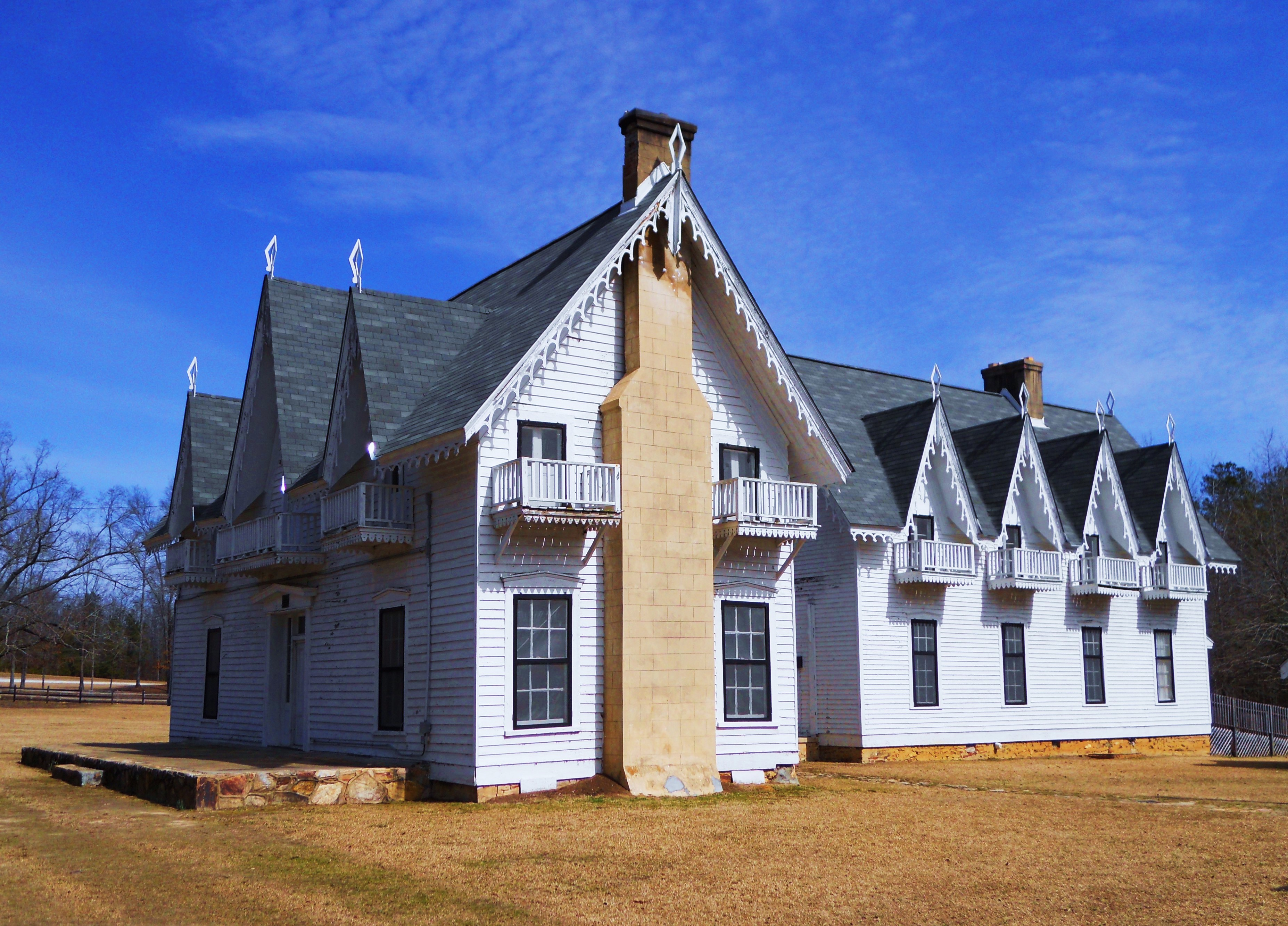
Спрінг-вілла, побудована в 1850 році і включена до Національного реєстру історичних місць в 1978 році.
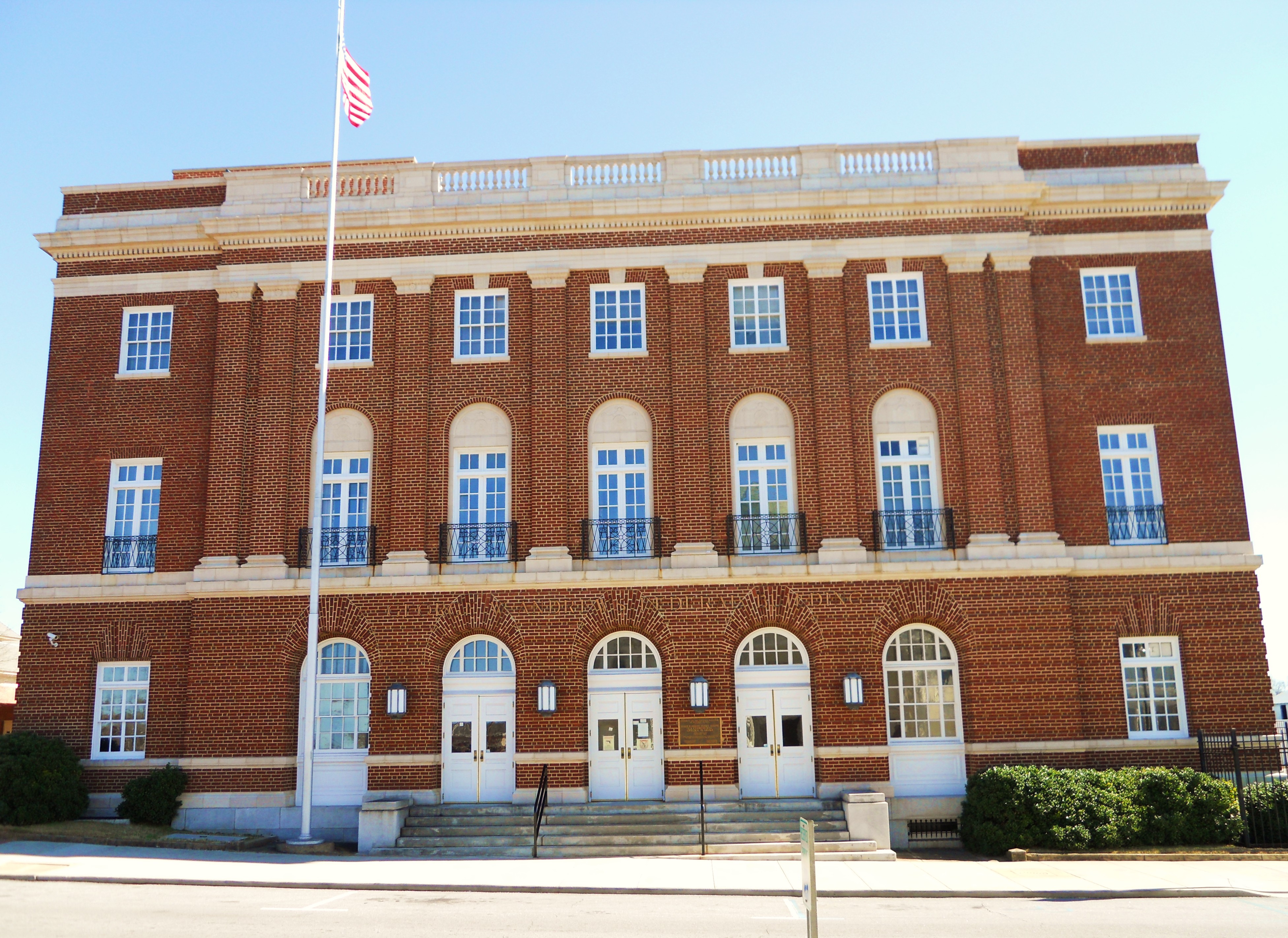
Побудоване в 1915 році поштове відділення. Включене до Національного реєстру історичних місць в 1976 році.
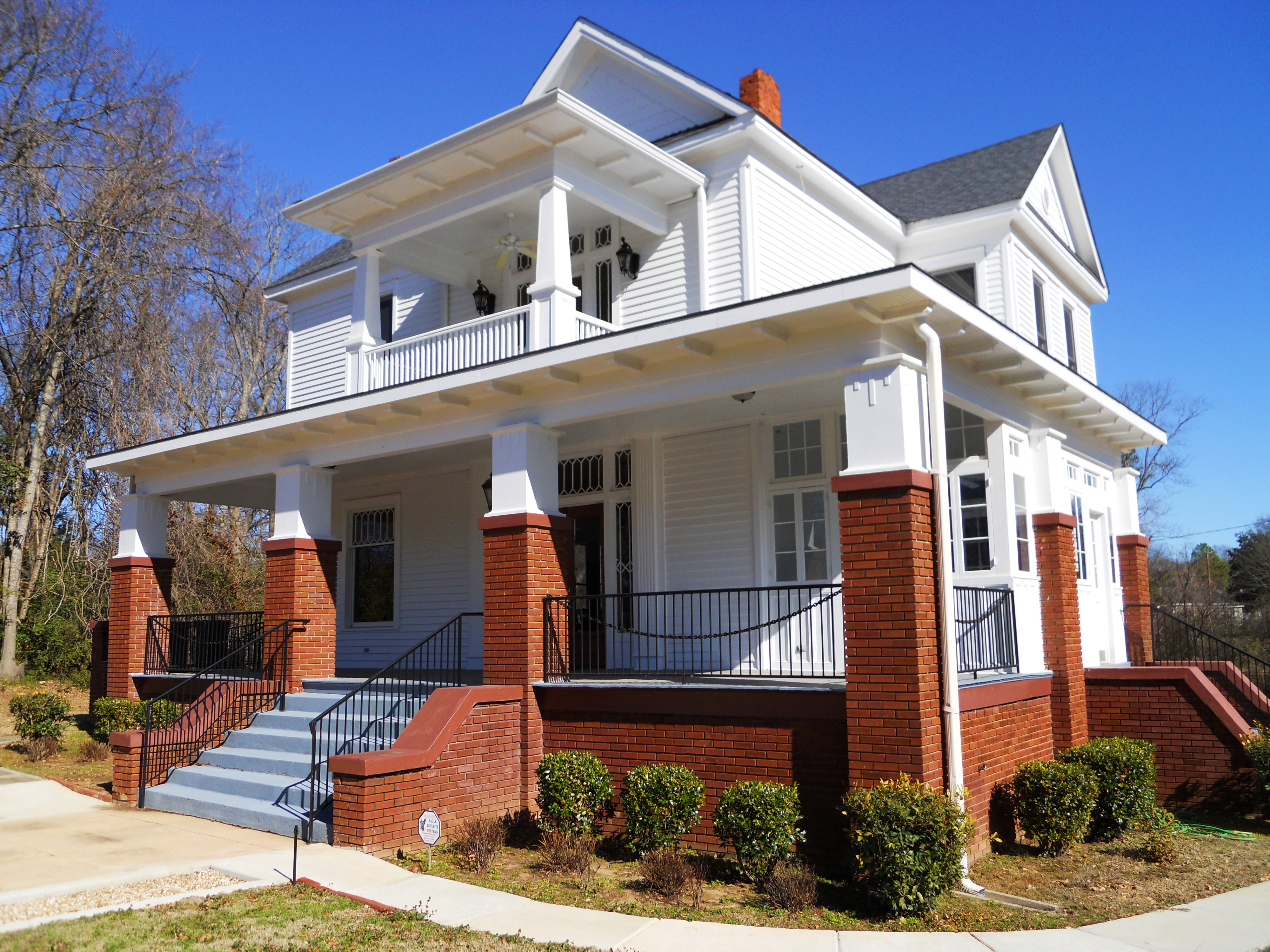
Будинок доктора Дардена, включений до Національного реєстру історичних місць в 2009 році.
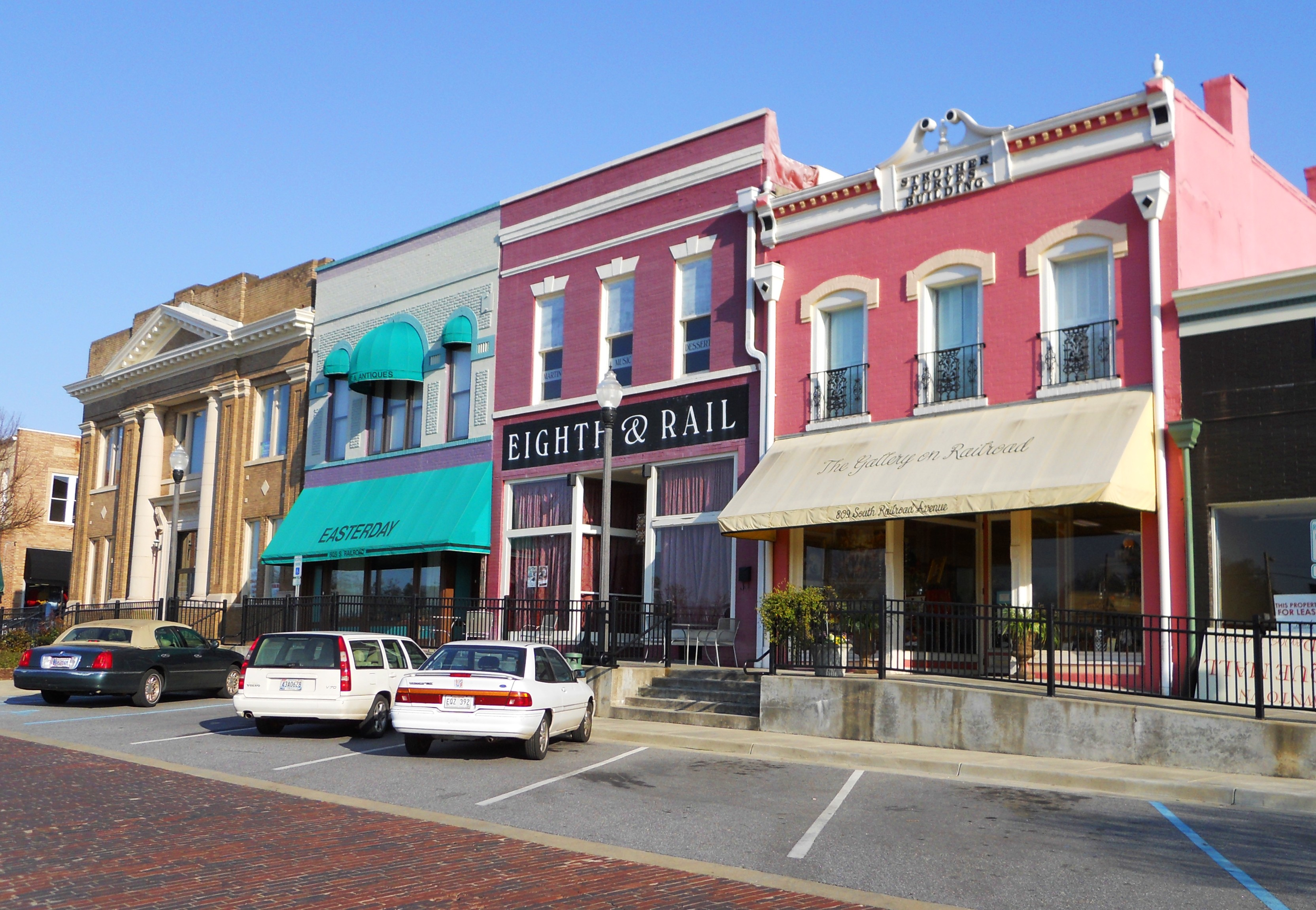
Залізничний проспект в історичному районі був включений доНаціонального реєстру історичних місць в 1984 році.
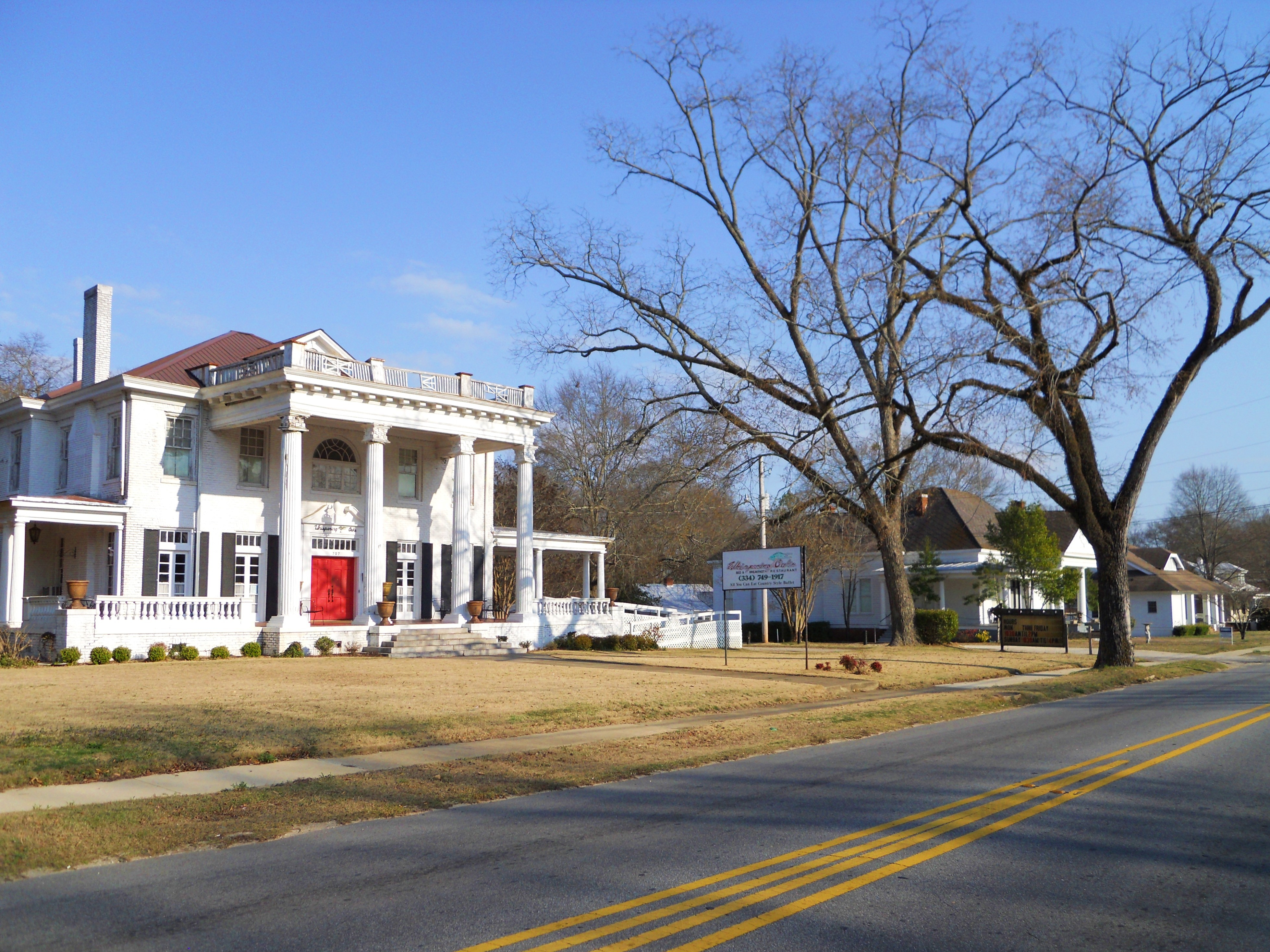
Женіва-стріт в історичному районі була включена до Національного реєстру історичних місць в 1987 році.
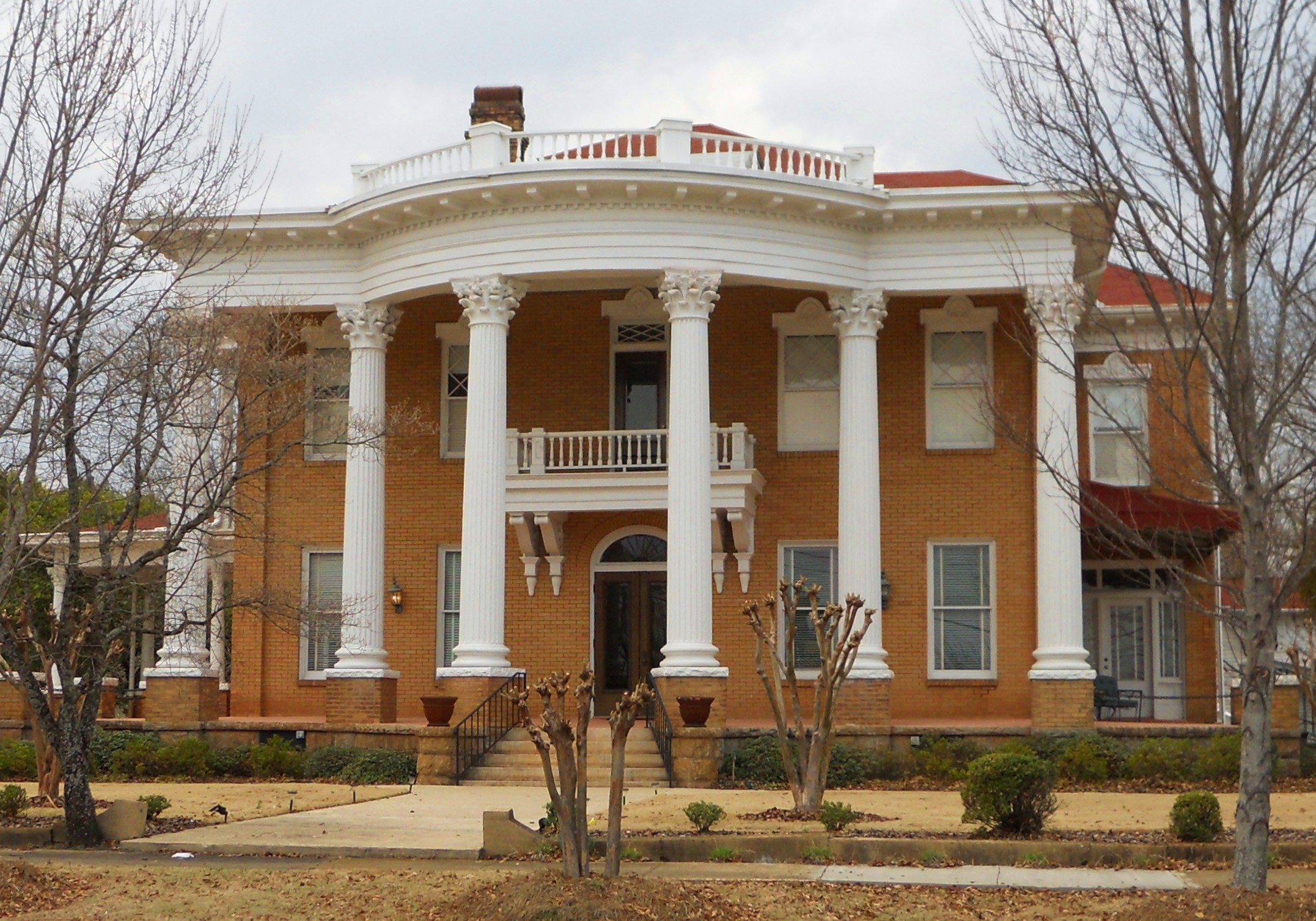
Історичний район Нортсайд був включений до Національного реєстру історичних місць в 1984 році.